# Yagna

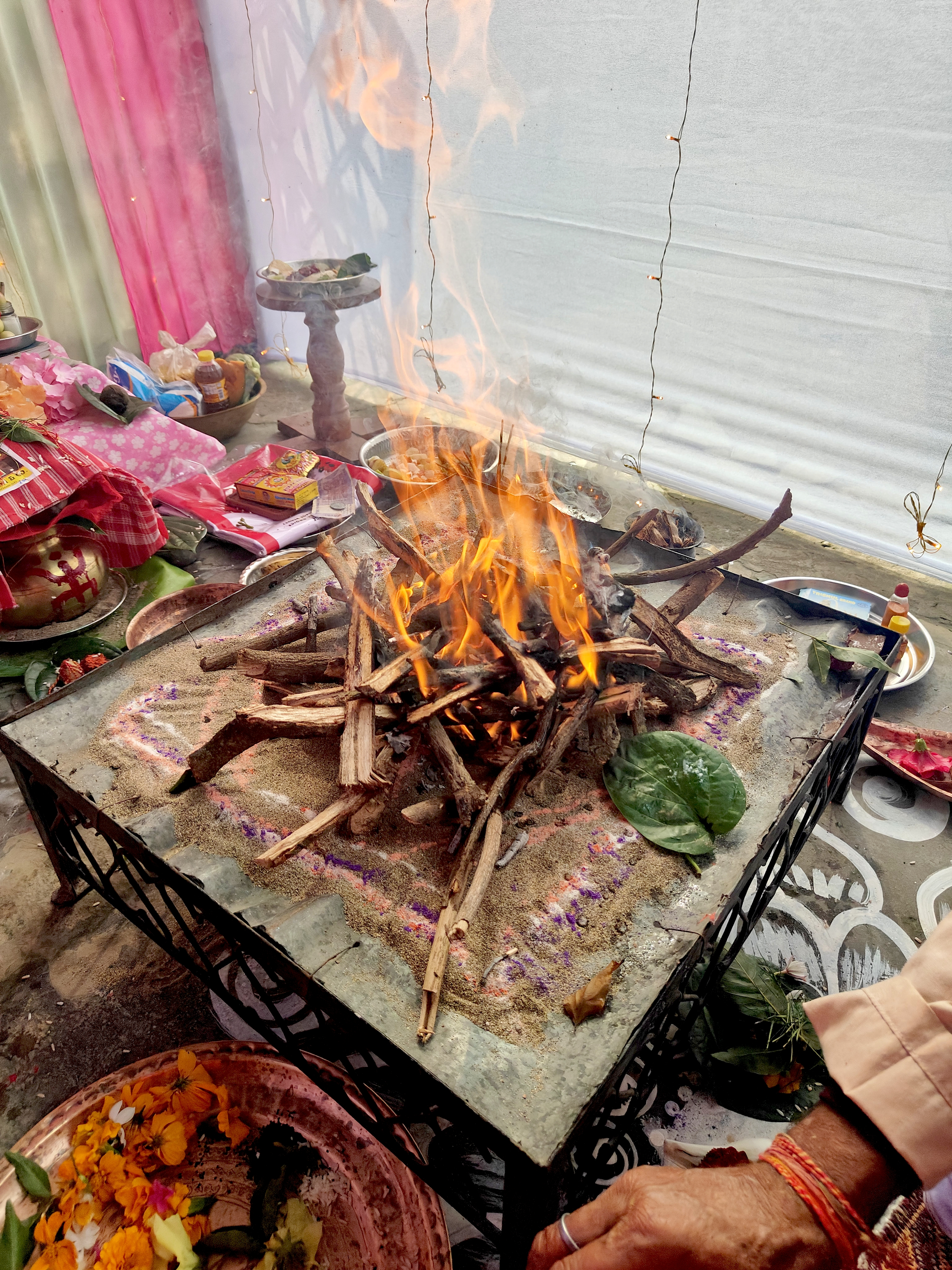
Yagna kund

Yagna oder Yajna bezeichnet im Hinduismus ein Opferritual an einem Feuer, welches mit Mantren verbunden wird. Es wird in der vedischen Literatur, den Brahmanas, sowie im Yajurveda beschrieben. Das Wort yagna (Sanskrit: यज्ञ: yajña) kommt aus dem Sanskrit yaj – 'anbeten, verehren, ehren, ehrerbieten' und wird bereits in der Frühen Vedischen Literatur, 2. Jahrtausend v. Chr. beschrieben. Im Rigveda, Yajurveda und anderen Schriften bedeutet es „Anbetung, Hingabe an etwas, Gebet und Lobpreis, ein Akt der Anbetung oder Hingabe, eine Form der Darbringung oder Opfergabe und Opfer“.
Texte, die sich auf Yagna-Rituale beziehen, werden als Karma-kanda bezeichnet – das ist der Teil der vedischen Literatur, welcher sich mit Ritualen beschäftigt. Im Gegensatz dazu steht das Jnana-kanda aus den vedischen Upanishaden, in dem es um das philosophische Wissen geht. Die ordnungsgemäße Durchführung von Yagna-ähnlichen Ritualen steht im Mittelpunkt der Mimamsa-Schule der Hindu-Philosophie. Das Yagna hat eine zentrale Rolle bei hinduistischen Ritualen, seien es Hochzeiten, große Hindu-Tempel-Zeremonien, Feierlichkeiten der Hindu-Gemeinschaft oder klösterliche Einweihungen.

## Geschichte
Das Yagna wird seit Vedischen Zeiten sowohl individuell als auch in der Gemeinschaft durchgeführt. Es werden Mantren gesungen und Opfergaben in das Feuer gelegt in dem die bestimmte Gottheit bzw. der Aspekt Gottes angerufen wird, der/die hier gepriesen wird.  Das Ritual bedeutet für die Hindus eine große Segnung und dient auch als Mittel der persönlichen Beziehung mit dem Göttlichen.

### Vedische Opfergaben
Im Rigveda (ältester Teil; ca. 1500–1200 v. Chr.) werden neben den Lobgesängen an die göttlichen Formen wie Agni, Indra, Lakshmi oder andere Yagnas beschrieben, bei denen Pflanzen, Butter, Milch oder Soma (besondere Pflanze) geopfert werden. Der Yajurveda (ca. 1200–800 v. Chr.) und die Brahmanas (ca. 800–600 v. Chr.) erweitern die Ritualpraktiken, wobei Ghee, Milch, Getreide und Früchte weiterhin eine wichtige Rolle spielen. Getreide, Früchte und andere Pflanzenprodukte wie Reis, Weizen und Hirse sind ebenfalls in den frühen Ritualen erwähnt.

## Zeremonie

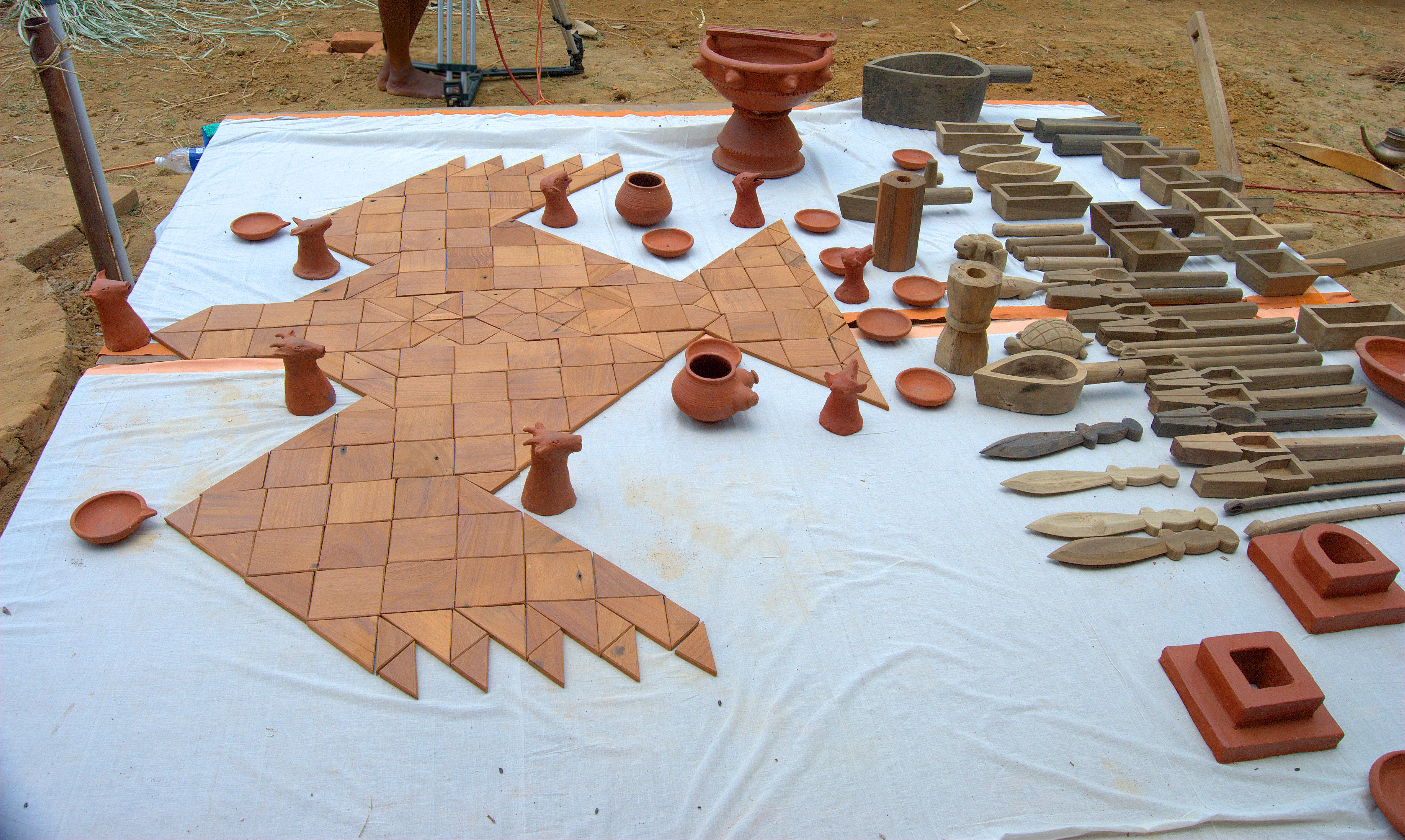
Eine Miniaturabbildung eines nach dem Quadrat-Prinzip errichteten Athirathram-Yajna-Altars mit Falken.

Das vedische Yagna-Ritual wird auf einem quadratischen Altar namens Kund durchgeführt. In der Antike wurde das quadratische Prinzip jedoch in Gitternetze eingebaut, um große komplexe Formen für Gemeinschaftsveranstaltungen zu bauen. So wurden Rechtecke, Trapeze, Rhomben oder „große Falkenvogel“-Altäre aus zusammengesetzten Quadraten gebaut. Diese geometrischen Altäre werden in den Shulba Sutras beschrieben, einem der Vorläufer der Entwicklung der Mathematik im alten Indien. Die Methoden nach denen diese Riten durchgeführt werden, sind im Yajurveda, wie auch in den sogenannten Rätselhymnen (Hymnen mit Fragen, gefolgt von Antworten) in verschiedenen Brahmanas zu finden.

## Hochzeiten
Das Yagna spielt eine zentrale Rolle bei Hindu-Hochzeiten. Vor dem Feuer werden verschiedene gegenseitige Versprechen zwischen Braut und Bräutigam gegeben und die Hochzeit wird durch einen tatsächlichen Gang um das Feuer abgeschlossen.

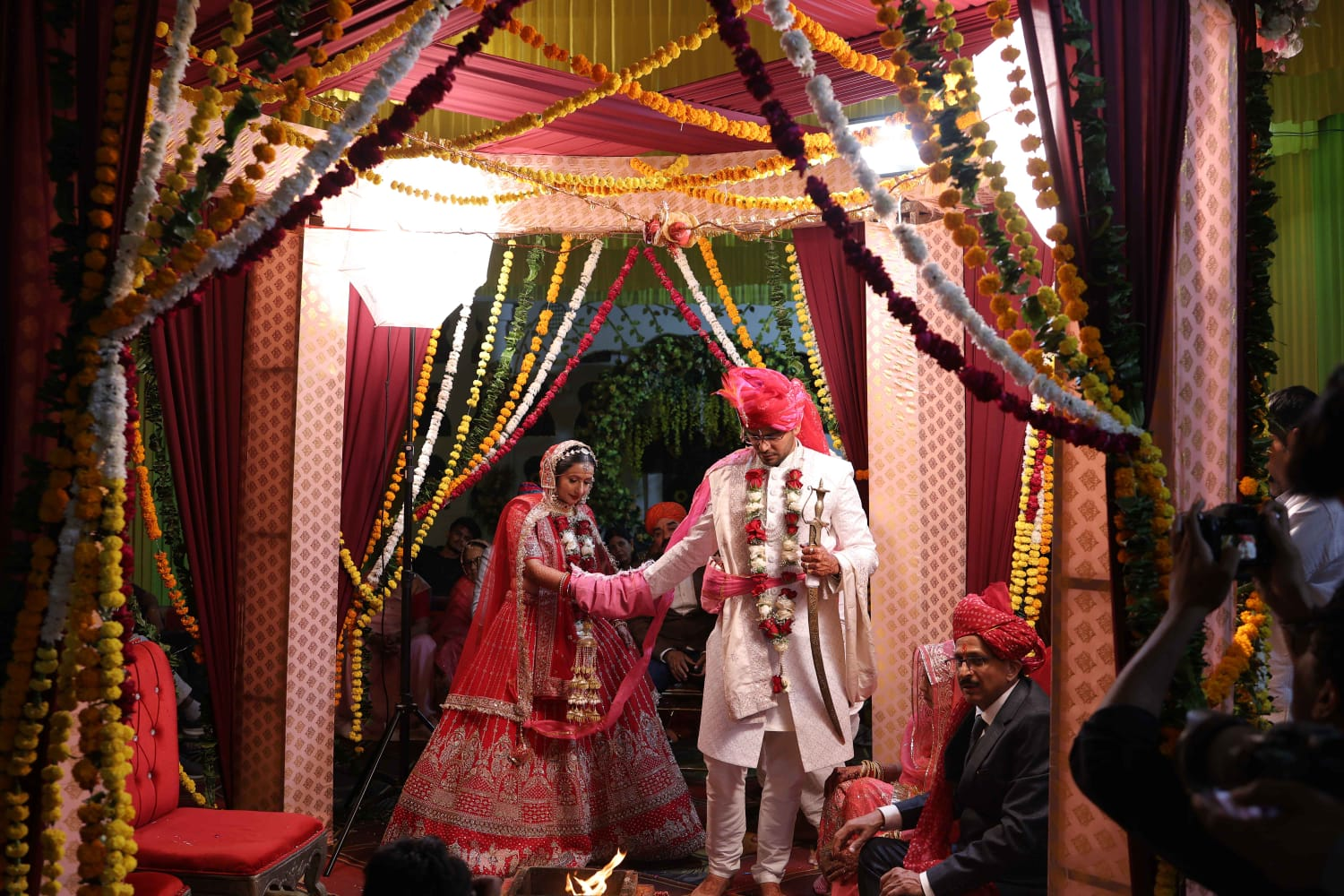
Saptapadi – Hinduistisches Hochzeitsritual

Die Saptapadi (Sanskrit für sieben Schritte/Füße), ist das wichtigste Ritual bei hinduistischen Hochzeiten und stellt den rechtlichen Teil der Hindu-Ehe dar. Das Hochzeitspaar geht um das Heilige Feuer (Agni) herum, welches als Zeuge für die Gelübde fungiert, die sie einander geben. In einigen Regionen werden ein Kleidungsstück oder eine Schärpe, die Braut und Bräutigam tragen, für diese Zeremonie zusammengebunden. Jede Runde um das Feuer wird entweder von der Braut oder dem Bräutigam angeführt, je nach Gemeinde und Region. In der Regel führt die Braut den Bräutigam in der ersten Runde an. Die ersten sechs Runden werden von der Braut angeführt, die letzte vom Bräutigam. Bei jeder Runde legt das Paar ein bestimmtes Gelübde ab, um einen Aspekt einer glücklichen Beziehung und eines glücklichen Haushalts füreinander zu schaffen.